# Heinkel He 176
Heinkel He 176 je bilo eksperimentalno letalo, ki je za pogon uporabljalo raketne motorje na tekoča goriva. Prvi let je bil 20. junija 1939, testni pilot je bil Erich Warsitz. Letalo je bil razvito z lastnim financirajem podjetja Heinkel in je bilo namenjeno raziskovanju visokohitrostnega leta. Sposobnosti He 176 niso bile revolucionalne, vendar je uspešno dokazal koncept. 

## Specifikacije(He 176 V1)
Podatki iz Heinkel:An aircraft album
Splošne značilnosti
- Posadka: 1
- Dolžina: 5,21 m (17 ft 1 in)
- Razpon kril: 5,00 m (16 ft 5 in)
- Višina: 1,435 m (4 ft 8,5 in)
- Površina kril: 5,4 m2 (58 sq ft)
- Teža praznega letala: 900 kg (1.985 lb)
- Bruto teža: 1.620 kg (3.572 lb)
- Pogon letala: 1 × Walter HWK R1-203 Tekočegorivni raketni motor, 5,88 kN (1.323 lbf) potisk motorjev   čas delovanja 50 sekund

Zmogljivost
- Maks. hitrost: 750 km/h; 405 kn (466 mph) ocena
- Potovalna hitrost: 710 km/h; 383 kn (441 mph) ocena
- Doseg: 109 km; 59 nmi (68 mi)
- Višina leta: 8.992 m (29.500 ft)
- Hitrost vzpenjanja: 60,6 m/s (11.930 ft/min)
- Čas do višine: 2,5 minut do višine8.000 m (26.250 ft)